# Янош Фадрус
Янош Фадрус (угор. Fadrusz János, 2 вересня 1858, Пожонь, Австрійська імперія (нині Братислава, Словаччина) — 26 жовтня 1903, Будапешт, Австро-Угорщина) — угорський скульптор. Представник неокласицизму в угорському мистецтві.

## Біографія
З бідних селян. Закінчивши кілька класів початкової школи, навчався професії слюсаря, у вільний час багато малював. Потім за підтримки міського муніципалітету Угровца навчався в школі різьби по дереву. Художньо обдарованому юнакові допомогли вступити до Віденської академії мистецтв.
Під час військової служби в Празі в 1879—1883 роках він познайомився з відомим чеським скульптором Й. Мисльбеком, творчість якого справила великий вплив на роботи Я. Фадруса. Свій талант він направив на створення скульптур і живопис по порцеляні. Його роботи були зустрінуті з похвалою і забезпечили йому покровителів.
У 1885 році він виграв стипендію для продовження навчання. З 1886 року він працював під керівництвом скульптора, викладача академії Віктора Тілгнера у Відні, а потім став учнем Едмунда Гелмера у Віденській академії.
У другій половині 1880-х років Я. Фадрус створив ряд вдалих скульптурних портретів.
У 1892 році скульптура «Розп'яття» зробила його відомим по всій Угорщині.
В кінці 1892 року йому було доручено створити кінну статую імператриці Марії Терезії в Братиславі, над якою він працював в 1892—1896 роках. У 1893 році в Будапешті відкрив скульптурну майстерню і присвятив себе портретної і монументальній скульптурі.
У 1894 році Я. Фадрус був удостоєний першої премії за проект пам'ятника королю Угорщини Матьяшу I (відкритий в Клуж-Напока). У 1893 році скульптор завершив дві алегоричні статуї для угорського Палацу правосуддя.
Основні роботи, створені незадовго до його смерті, включають кінну статую Бели Венкхейма (Кішбер, 1901 р.), статую Міклоша Вешшелені (Залеу, 1901 р.), обеліск приходу угорців на Дунай (Залеу 1902 р, зруйнований комуністичною владою Румунії) і пам'ятник Лайошу Тиси (Сегед, 1903 р.).

## Галерея

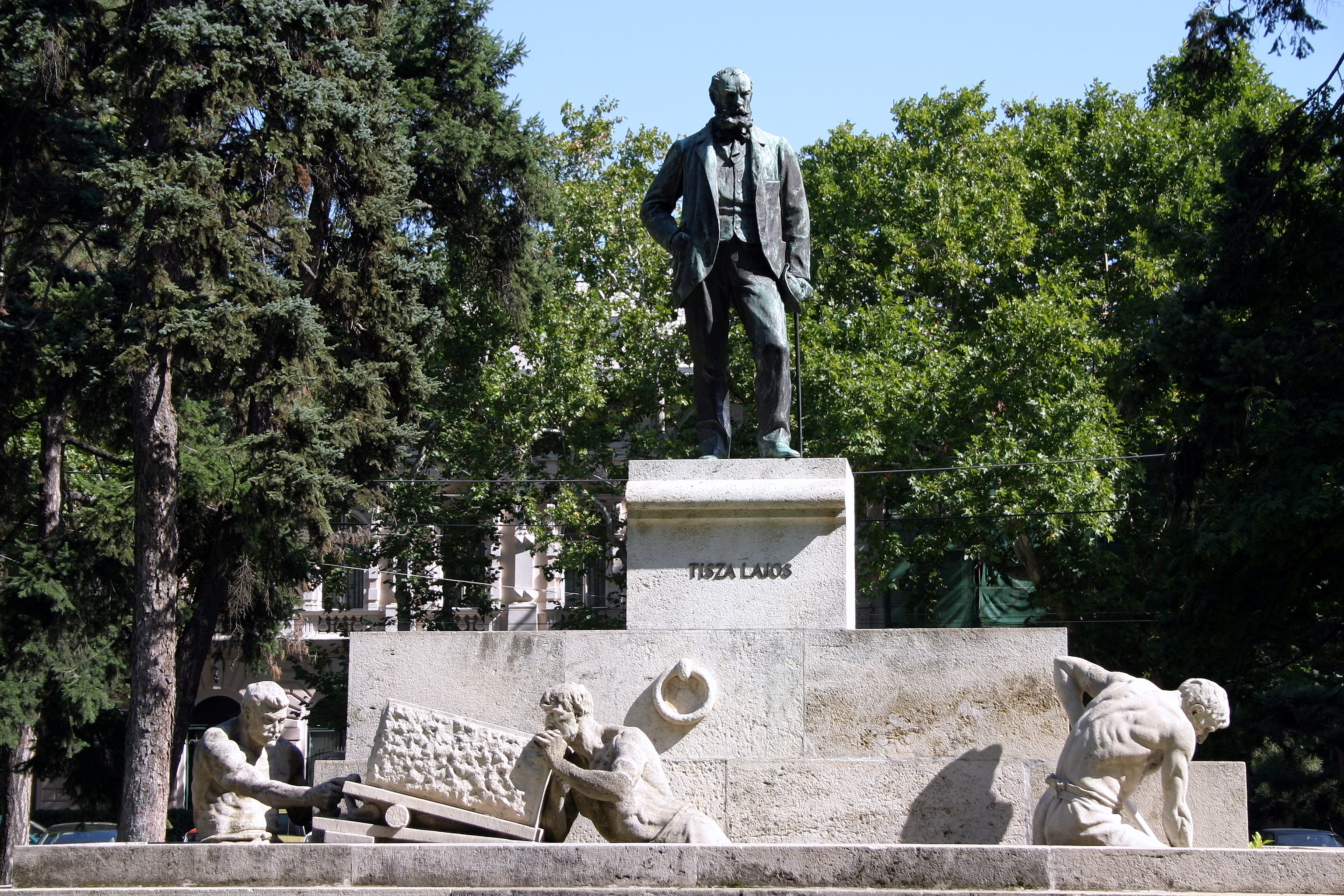
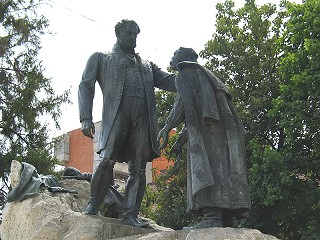
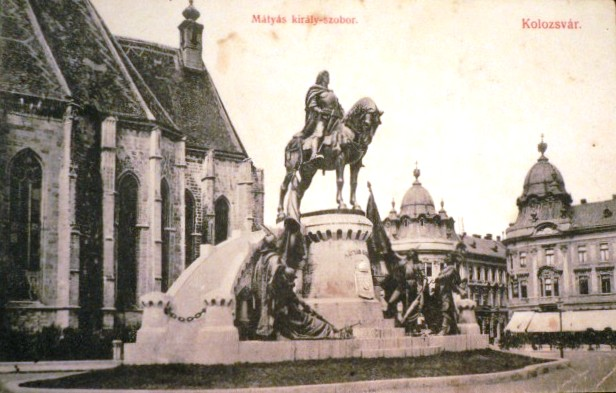